# Minie Brinkhoff
Wilhelmina „Minie” Brinkhoff (ur. 19 grudnia 1952 w Zevenaar) – holenderska kolarka torowa i szosowa, srebrna medalistka torowych i brązowa medalistka szosowych mistrzostw świata.

## Kariera
Największy sukces w karierze Wilhelmina Brinkhoff osiągnęła w 1972 roku, kiedy na torowych mistrzostwach świata w Marsylii zdobyła srebrny medal w sprincie indywidualnym. W zawodach tych wyprzedziła ją jedynie Galina Jermołajewa z ZSRR, a trzecie miejsce zajęła Amerykanka Sheila Young. Pięć lat później wystąpiła na szosowych mistrzostwach świata w San Cristóbal, gdzie wywalczyła brązowy medal w wyścigu ze startu wspólnego, ulegając tylko Francuzce Josiane Bost i Amerykance Connie Carpenter. W wyścigach szosowych jej największe sukcesy to zwycięstwa w kryteriach w Steenderen w 1970 roku, Hoogershilde w 1973 roku, Hoevelaken w 1977 roku i Alblasserdam w 1978 roku. Wielokrotnie zdobywała medale mistrzostw Holandii, zarówno w kolarstwie torowym, jak i szosowym. Nigdy nie wystartowała na igrzyskach olimpijskich.
Jej mężem jest były kolarz holenderski Peter Nieuwenhuis.